# Grès de Luxembourg

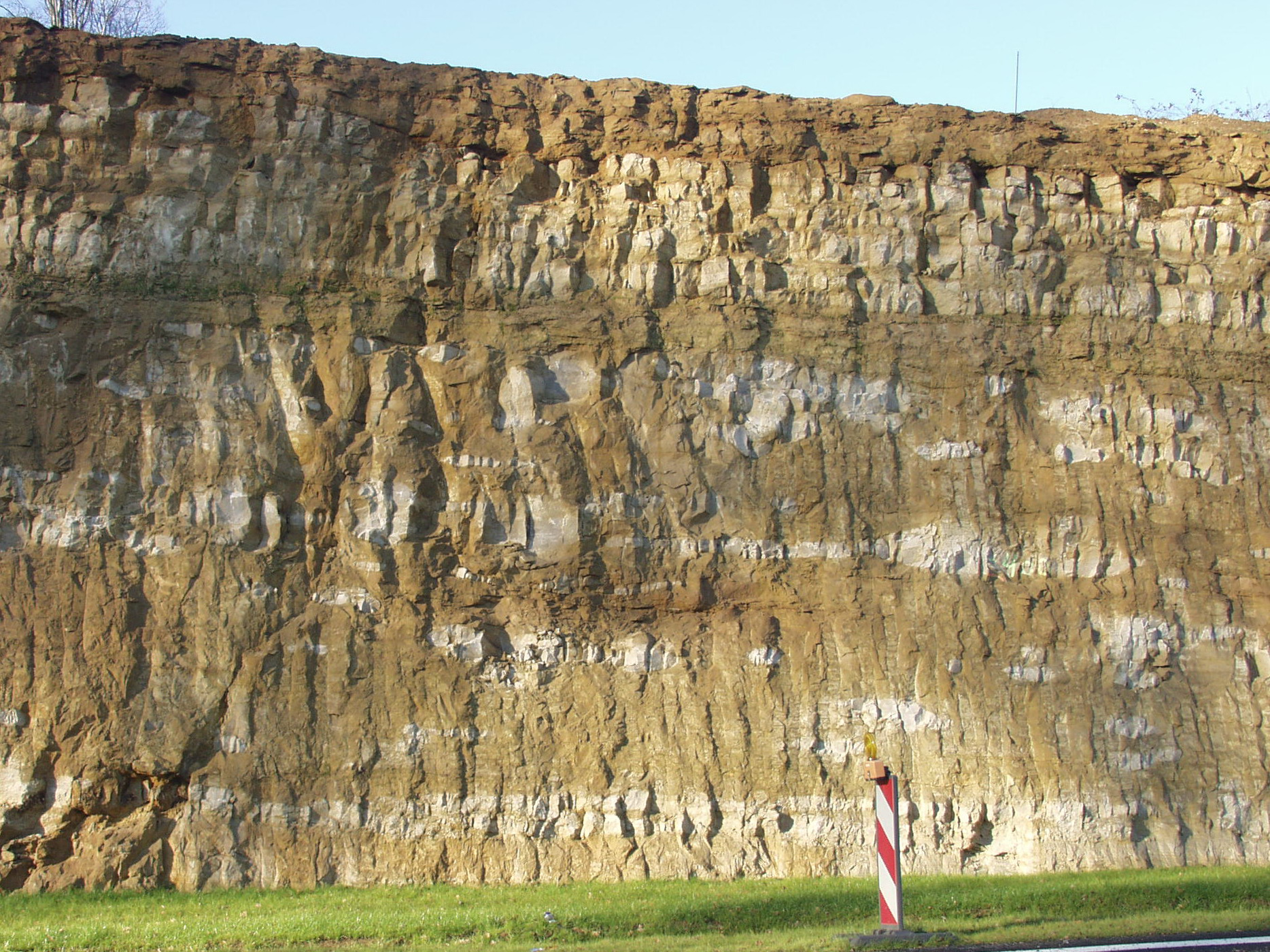
Affleurement du grès de Luxembourg sur un chantier routier au Nord de Luxembourg-Ville.

Le grès de Luxembourg est une formation géologique constituée de roches gréso-calcaires diachroniques dont l'âge varie de l'Hettangien inférieur près de la localité de Hettange-Grande en France à celui du Sinémurien en Belgique Ces deux étages appartiennent au Jurassique inférieur et sont datés d'il y a environ entre 201 et 191 Ma (millions d'années).
Renevier a proposé les affleurements de la carrière de Hettange-Grande comme stratotype pour l'étage de l'Hettangien en 1864.
Cette formation constitue une « anomalie » de faciès au sein du faciès lorrain marno-calcaire.
Les grès du Luxembourg constituent une accumulation de sable d'érosion du continent hercynien émergé (Ardennes) qui s'est déposé durant des milliers d'années sur une plate-forme marine peu profonde sous forme d'un ensemble de barres et de ridins sableux parallèles à la côte par des courants du chenal de la Dépression Eifélienne.
La formation s'étend au Luxembourg et en Belgique dans une bande large de 1 à 5 km sur une ligne imaginaire pouvant être tracée à partir d'Arlon à l'ouest vers Echternach à l'est. 
Sur le grès de Luxembourg se sont établies une multitude de carrières, soit en exploitation de pierre, soit en exploitation de sable d'altération (sable jaune). 
L'érosion de la corniche de grès du Luxembourg dans l'Est du Grand-Duché a engendré une grande richesse de formes qui font la particularité du paysage typique de la « Petite Suisse luxembourgeoise » (ou Mullerthal).
Grâce à sa perméabilité double de pores et de fractures, le grès de Luxembourg représente le plus important aquifère du Grand-Duché.
Le Musée national d'histoire naturelle du Luxembourg conserve une importante collection de fossiles provenant de la carrière de Brouch (plus de 30 espèces de gastéropodes).